# Kawrakirowo
Kawrakirowo (bułg. Кавракирово) – wieś w Bułgarii, w obwodzie Błagojewgrad, w gminie Petricz. Według danych szacunkowych Ujednoliconego Systemu Ewidencji Ludności oraz Usług Administracyjnych dla Ludności, 15 czerwca 2020 roku miejscowość liczyła 1 607 mieszkańców.

## Osoby związane z miejscowością

### Urodzeni
- Atanas Dimitrow (1992) – bułgarski piłkarz
- Dimityr Dimaszew (1889–1928) – bułgarski rewolucjonista
- Kristijan Malinow (1994) – bułgarski piłkarz

### Zmarli
- Milan Postołarski (?–1944) – bułgarski rewolucjonista